# Mausolée Atoullo Khoja
 (novembre 2023).
Le mausolée d'Atoullo Khoja est un monument architectural à Boukhara. Ce sanctuaire est situé dans le complexe architectural de Tchar-Bakr et a été construit au XVIIe siècle. Le mausolée est inclus dans la liste nationale des biens immobiliers du patrimoine matériel et culturel de l'Ouzbékistan.

## Architecture
Ce mausolée est construit en 1679 dans le style de l'Asie centrale. Les Khojabori Khojas ont fait don de beaucoup de terres pour Atoullo Khoja, et les récitants étaient rémunérés grâce aux fonds de cette dotation. Des briques, du ganch, du bois et d'autres matériaux ont été utilisés dans la construction du mausolée.
Le mausolée d'Atoullo Khoja se distingue des autres mausolées par sa fondation composée de six couches de pierres, qui ont ensuite été cimentées. La partie extérieure de la façade est décorée de motifs, tandis que la partie intérieure est recouverte de demi-bassins. On y accède par six marches. La porte est à double panneau, en bois, et son visage est orné de motifs floraux. À l'intérieur du mausolée se trouve une chillakhana, qui sert de salle de lecture. Quatre pierres tombales ont été préservées dans le mausolée. Ces pierres tombales sont décorées mais ne comportent aucune inscription. Entre la porte du mausolée et les tombes se trouvent six pierres en marbre. Le mausolée est entouré d'un mur sur ses quatre côtés, les murs étant décorés de motifs en carrelage. Selon l'historienne Ibodat Rajabova, des femmes sont enterrées en ce lieu. Les noms d'Allah et le verset « Ayatul Kursi » sont gravés sur le côté de la première pierre. L'épitaphe est rédigée en arabe et en persan, et elle indique à qui appartient la tombe. Elle était rédigée comme suit : « Ceci est la pieuse, pardonnée (par Allah) Halima Sultani, fille de Hazrat Taj ad-Din Hasan, fils de Khoja Sa'd, fils de Khoja Muhammad Islam, connu sous le nom de Khoja Kalon, connu sous le nom de Hazrat Khoja Joybori. Que Allah soit satisfait d'eux. Il a quitté le monde mortel pour le monde éternel le dimanche, le troisième jour de Rabbi ul San ».